# Hásem Beikzáde
Hásem Beikzáde (perzsául: هاشم بیک زاده; Siráz, 1984. január 22. –) iráni válogatott labdarúgó, az élvonalbeli Eszteglál hátvédje, de középpályásként is bevethető.

## Pályafutása

### A válogatottban
2006 és 2016 között húsz alkalommal szerepelt az iráni válogatottban és egy gólt szerzett. Tagja volt a 2014-es brazíliai világbajnokságon részt vevő csapatnak.